# Bad Reichenhall
Bad Reichenhall (in bavarese Reichahoi) è una città tedesca situata nel land della Baviera. Aderisce alla cooperazione Alpine pearls. La città ha ottenuto il titolo Città alpina dell'anno 2001.

## Economia e trasporti
Bad Reichenhall per la sua attenzione a favorire il turismo sostenibile e la mobilità dolce fa parte del consorzio delle Perle delle Alpi.

## Cultura
In questa cittadina morì il 6 settembre 1910 il filologo è il pedagogista tedesco Hermann Wilhelm Breymann, nato a Oker il 3 luglio 1842 e vi nacque nel 1871 il fotografo di corte Franz Grainer.